# Miguel Barasorda
Miguel Ángel Barasorda Porrata-Doria (ur. 4 września 1909 w Ponce – zm. w grudniu 1981 w San Juan) – portorykański strzelec, olimpijczyk. 
Brał udział w igrzyskach w latach 1948 (Londyn), 1960 (Rzym) i 1968 (Meksyk). Za każdym razem startował w konkurencji pistoletu dowolnego z 50 metrów. W Londynie i Rzymie zajął 39. pozycję, natomiast w Meksyku był na 69. miejscu.
W 1959 roku Barasorda zajął piąte miejsce na Igrzyskach Panamerykańskich 1959 w konkurencji pistoletu dowolnego (50 metrów); zdobył 526 punktów.

## Wyniki olimpijskie
| Igrzyska | Konkurencja            | Wynik                                                                                          | Miejsce | Źródło |
| -------- | ---------------------- | ---------------------------------------------------------------------------------------------- | ------- | ------ |
| IO 1948  | Pistolet dowolny, 50 m | 501 punktów (83-81-73-89-88-87)                                                                | 39      | [ 2 ]  |
| IO 1960  | Pistolet dowolny, 50 m | Runda kwalifikacyjna: 349 punktów (88-88-89-84) Runda finałowa: 522 punkty (90-89-87-89-87-80) | 39.     | [ 3 ]  |
| IO 1968  | Pistolet dowolny, 50 m | 481 punktów (70-82-77-87-82-83)                                                                | 69      | [ 4 ]  |